# Scottish Premiership 2020-2021
La Scottish Premiership 2020-2021 è stata l'ottava edizione dell'omonima competizione dopo l'abolizione, il 7 luglio 2013, della Scottish Premier League, nonché la 124ª edizione della massima serie del campionato di calcio scozzese. La stagione è iniziata il 1º agosto 2020 e terminata il 16 maggio 2021. I Rangers hanno vinto il campionato per la cinquantacinquesima volta, tornando al successo dopo dieci anni.

## Stagione

### Novità
Il Dundee Utd ritorna nella massima divisione scozzese a quattro anni dall'ultima partecipazione, sostituendo gli Hearts retrocessi in Scottish Championship dopo l'ultimo posto della stagione precedente.

### Formula
Le 12 squadre si affrontano in gironi di andata-ritorno-andata, per un totale di 33 giornate. Al termine le squadre sono divise in due gruppi di 6, in base alla classifica; ogni squadra affronta per la quarta volta le altre del gruppo, per un totale di 38 partite.

La squadra campione di Scozia si qualifica per il terzo turno di qualificazione della UEFA Champions League 2021-2022.

La seconda classificata si qualifica per il secondo turno di qualificazione della UEFA Champions League 2021-2022.

La terza e la quarta classificata si qualificano per il secondo turno della UEFA Europa Conference League 2021-2022.

L'ultima classificata retrocede direttamente in Scottish Championship.

La penultima classificata gioca contro la vincitrice dei play-off della Scottish Championship per determinare chi giocherà in Scottish Premiership la stagione seguente.

### Avvenimenti
Nelle prime 5 giornate Rangers e Hibernian procedono di pari passo in testa alla classifica, mentre il Celtic insegue già dalla seconda partita. Al sesto turno i Rangers rimangono soli al comando e proseguono la loro marcia seguiti dal Celtic che recupera sui rivali fino a portarsi a un punto di distacco al termine del primo girone d'andata, con Aberdeen e Hibernian a contendersi la terza posizione. Nel girone di ritorno i Rangers aumentano sensibilmente il margine sul Celtic, che incespica più volte fino a ritrovarsi alla 22ª giornata a quindici punti dalla capolista. Nel secondo girone d'andata i Rangers proseguono nel loro andamento da imbattuti e conquistano il titolo con sette giornate di anticipo vincendo 3-0 contro il St. Mirren, mentre il Celtic pareggia 0-0 sul campo del Dundee United. 
Lo split finale non cambia le posizioni: i Rangers vincono il campionato con 102 punti staccando i rivali del Celtic di venticinque punti; terzo posto per l'Hibernian davanti all'Aberdeen e al St. Johnstone vincitore della coppa nazionale e della coppa di lega. In coda le sorti si decidono all'ultima giornata: retrocessione per l'Hamilton Academical e play-out per il Kilmarnock, persi contro il Dundee.

## Squadre partecipanti
| Squadra             | Stagione  | Città      | Stadio             | Stagione precedente                         |
| ------------------- | --------- | ---------- | ------------------ | ------------------------------------------- |
| Aberdeen            | dettaglio | Aberdeen   | Pittodrie Stadium  | 4º posto in Scottish Premiership            |
| Celtic              | dettaglio | Glasgow    | Celtic Park        | 1º posto in Scottish Premiership            |
| Dundee Utd          | dettaglio | Dundee     | Tannadice Park     | 1º posto in Scottish Championship, promosso |
| Hamilton Academical | dettaglio | Hamilton   | New Douglas Park   | 11º posto in Scottish Premiership           |
| Hibernian           | dettaglio | Edimburgo  | Easter Road        | 7º posto in Scottish Premiership            |
| Kilmarnock          | dettaglio | Kilmarnock | Rugby Park         | 8º posto in Scottish Premiership            |
| Livingston          | dettaglio | Livingston | Almondvale Stadium | 5º posto in Scottish Premiership            |
| Motherwell          | dettaglio | Motherwell | Fir Park           | 3º posto in Scottish Premiership            |
| Rangers             | dettaglio | Glasgow    | Ibrox Stadium      | 2º posto in Scottish Premiership            |
| Ross County         | dettaglio | Dingwall   | Victoria Park      | 10º posto in Scottish Premiership           |
| St. Johnstone       | dettaglio | Perth      | McDiarmid Park     | 6º posto in Scottish Premiership            |
| St. Mirren          | dettaglio | Paisley    | St. Mirren Park    | 9º posto in Scottish Premiership            |

## Allenatori e primatisti
| Squadra             | Allenatore                                           | Calciatore più presente | Cannoniere           |
| ------------------- | ---------------------------------------------------- | ----------------------- | -------------------- |
| Aberdeen            | Derek McInnes (1ª-31ª) Stephen Glass (32ª-38ª)       | Tommie Hoban (37)       | Lewis Ferguson (9)   |
| Celtic              | Neil Lennon (1ª-29ª) John Kennedy (30ª-38ª)          | Callum McGregor (37)    | Odsonne Édouard (18) |
| Dundee Utd          | Micky Mellon                                         | Jamie Robson (36)       | Nicky Clark (8)      |
| Hamilton Academical | Brian Rice                                           | Hakeem Odoffin (37)     | Ross Callachan (10)  |
| Hibernian           | Jack Ross                                            | Paul McGinn (38)        | Kevin Nisbet (14)    |
| Kilmarnock          | Alex Dyer (1ª-25ª) Tommy Wright (26ª-38ª)            | Chris Burke (36)        | Chris Burke (9)      |
| Livingston          | Gary Holt (1ª-15ª) David Martindale (19ª-38ª)        | Scott Pittman (38)      | Scott Pittman (7)    |
| Motherwell          | Stephen Robinson (1ª-21ª) Graham Alexander (22ª-38ª) | Tony Watt (35)          | Devante Cole (11)    |
| Rangers             | Steven Gerrard                                       | Connor Goldson (38)     | Kemar Roofe (14)     |
| Ross County         | Stuart Kettlewell (1ª-18ª) John Hughes (19ª-38ª)     | Alex Iacovitti (36)     | Oli Shaw (6)         |
| St. Johnstone       | Callum Davidson                                      | David Wotherspoon (37)  | Guy Melamed (5)      |
| St. Mirren          | Jim Goodwin                                          | Conor McCarthy (37)     | Jamie McGrath (10)   |

## Stagione regolare

### Classifica finale
|  | Pos. | Squadra             | Pt | G  | V  | N  | P  | GF | GS | DR  |
|  | ---- | ------------------- | -- | -- | -- | -- | -- | -- | -- | --- |
|  | 1.   | Rangers             | 89 | 33 | 28 | 5  | 0  | 78 | 10 | +68 |
|  | 2.   | Celtic              | 69 | 33 | 20 | 9  | 4  | 66 | 24 | +42 |
|  | 3.   | Hibernian           | 56 | 33 | 16 | 8  | 9  | 44 | 31 | +13 |
|  | 4.   | Aberdeen            | 49 | 33 | 13 | 10 | 10 | 32 | 31 | +1  |
|  | 5.   | Livingston          | 44 | 33 | 12 | 8  | 13 | 40 | 41 | -1  |
|  | 6.   | St. Johnstone       | 40 | 33 | 10 | 10 | 13 | 34 | 40 | -6  |
|  | 7.   | St. Mirren          | 40 | 33 | 10 | 10 | 13 | 30 | 38 | -8  |
|  | 8.   | Dundee Utd          | 39 | 33 | 9  | 12 | 12 | 29 | 43 | -14 |
|  | 9.   | Motherwell          | 35 | 33 | 9  | 8  | 16 | 32 | 51 | -19 |
|  | 10.  | Ross County         | 29 | 33 | 8  | 5  | 20 | 26 | 59 | -33 |
|  | 11.  | Kilmarnock          | 28 | 33 | 8  | 4  | 21 | 33 | 47 | -14 |
|  | 12.  | Hamilton Academical | 27 | 33 | 6  | 9  | 18 | 31 | 60 | -29 |

Legenda:

      Ammesse alla poule campionato

      Ammesse alla poule salvezza
Regolamento:

Tre punti a vittoria, uno a pareggio, zero a sconfitta.

### Risultati

#### Tabellone
|               | Abe     | Cel     | Dun     | Ham     | Hib     | Kil     | Liv     | Mot     | Ran     | Ros     | StJ     | StM     |
| ------------- | ------- | ------- | ------- | ------- | ------- | ------- | ------- | ------- | ------- | ------- | ------- | ------- |
| Aberdeen      | ––––    | 3-3     | 0-0     | 4-2 0-0 | 2-0     | 1-0     | 2-1 0-2 | 0-3 2-0 | 0-1 1-2 | 2-0     | 2-1     | 2-1 0-0 |
| Celtic        | 1-0     | ––––    | 3-0     | 5-1 2-0 | 3-0 1-1 | 2-0     | 3-2 0-0 | 3-0 2-1 | 0-2 1-1 | 2-0     | 1-1     | 1-2     |
| Dundee United | 0-0 1-0 | 0-1 0-0 | ––––    | 2-1     | 0-1 0-2 | 2-0     | 1-2 3-0 | 1-1     | 1-2     | 2-1     | 1-1 2-2 | 2-1 1-5 |
| Hamilton      | 1-1     | 0-3     | 1-1 0-0 | ––––    | 0-4     | 1-0     | 0-2     | 3-0     | 0-2 1-1 | 0-1 1-2 | 3-5 1-1 | 0-1 1-1 |
| Hibernian     | 0-1 2-0 | 2-2     | 1-1     | 3-2 2-0 | ––––    | 2-1 2-0 | 0-3     | 0-0 0-2 | 2-2 0-1 | 0-2     | 2-2     | 1-0     |
| Kilmarnock    | 0-2     | 1-1 0-4 | 4-0 1-1 | 2-1 2-0 | 0-1     | ––––    | 1-2     | 0-1 4-1 | 0-1     | 3-1     | 1-2 2-3 | 1-1     |
| Livingston    | 0-0     | 2-2     | 2-0     | 1-2 2-1 | 1-4 1-1 | 1-3 2-0 | ––––    | 0-2     | 0-0 0-1 | 1-0 3-1 | 2-0 1-2 | 0-1     |
| Motherwell    | 0-0     | 1-4     | 0-1 2-1 | 0-1 1-4 | 0-3     | 0-2     | 2-2 3-1 | ––––    | 1-5 1-1 | 4-0     | 1-0 0-3 | 0-1     |
| Rangers       | 4-0     | 1-0     | 4-0 4-1 | 8-0     | 1-0     | 2-0 1-0 | 2-0     | 3-1     | ––––    | 2-0 5-0 | 3-0 1-0 | 3-0     |
| Ross County   | 0-3 4-1 | 0-5 1-0 | 1-2 0-2 | 0-2     | 0-0 1-2 | 2-2 3-2 | 1-1     | 1-0 1-2 | 0-4     | ––––    | 1-1     | 0-2     |
| St. Johnstone | 0-1 0-0 | 0-2 1-2 | 0-0     | 0-0     | 0-1 1-0 | 1-0     | 1-2     | 1-1     | 0-3     | 0-1 1-0 | ––––    | 1-0     |
| St. Mirren    | 1-1     | 1-2 0-4 | 0-0     | 1-1     | 0-3 1-2 | 0-1 2-0 | 1-0 1-1 | 1-1 0-0 | 0-2     | 1-1 1-0 | 3-2     | -       |

## Poule scudetto e salvezza

### Classifica finale
|                   | Pos. | Squadra             | Pt  | G  | V  | N  | P  | GF | GS | DR  |
| ----------------- | ---- | ------------------- | --- | -- | -- | -- | -- | -- | -- | --- |
| Scozia (bandiera) | 1.   | Rangers             | 102 | 38 | 32 | 6  | 0  | 92 | 13 | +79 |
|                   | 2.   | Celtic              | 77  | 38 | 22 | 11 | 5  | 78 | 29 | +49 |
|                   | 3.   | Hibernian           | 63  | 38 | 18 | 9  | 11 | 48 | 35 | +13 |
|                   | 4.   | Aberdeen            | 56  | 38 | 15 | 11 | 12 | 36 | 38 | -2  |
| [ 3 ]             | 5.   | St. Johnstone       | 45  | 38 | 11 | 12 | 15 | 36 | 46 | -10 |
|                   | 6.   | Livingston          | 45  | 38 | 12 | 9  | 17 | 42 | 54 | -12 |
|                   |      |                     |     |    |    |    |    |    |    |     |
|                   | 7.   | St. Mirren          | 45  | 38 | 11 | 12 | 15 | 37 | 45 | -8  |
|                   | 8.   | Motherwell          | 45  | 38 | 12 | 9  | 17 | 39 | 55 | -16 |
|                   | 9.   | Dundee Utd          | 44  | 38 | 10 | 14 | 14 | 32 | 50 | -18 |
|                   | 10.  | Ross County         | 39  | 38 | 11 | 6  | 21 | 35 | 66 | -31 |
|                   | 11.  | Kilmarnock          | 36  | 38 | 10 | 6  | 22 | 43 | 54 | -11 |
|                   | 12.  | Hamilton Academical | 30  | 38 | 7  | 9  | 22 | 34 | 67 | -33 |

Legenda:
      Campione di Scozia e ammessa alla UEFA Champions League 2021-2022
      Ammessa alla UEFA Champions League 2021-2022
      Ammessa alla UEFA Europa League 2021-2022
      Ammesse alla UEFA Europa Conference League 2021-2022
 Ammessa ai Play-out
      Retrocessa in Scottish Championship 2021-2022
Regolamento:
Tre punti a vittoria, uno a pareggio, zero a sconfitta.

### Risultati poule scudetto
|               | Abe  | Cel  | Hib  | Liv  | Ran  | StJ  |
| ------------- | ---- | ---- | ---- | ---- | ---- | ---- |
| Aberdeen      | –––– | 1-1  | 0-1  |      |      |      |
| Celtic        |      | –––– |      | 6-0  |      | 4-0  |
| Hibernian     |      | 0-0  | –––– | 2-1  |      | 0-1  |
| Livingston    | 1-2  |      |      | –––– | 0-3  |      |
| Rangers       | 4-0  | 4-1  | 2-1  |      | –––– |      |
| St. Johnstone | 0-1  |      |      | 0-0  | 1-1  | –––– |

### Risultati poule salvezza
|               | Dun  | Ham  | Kil  | Mot  | Ros  | StM  |
| ------------- | ---- | ---- | ---- | ---- | ---- | ---- |
| Dundee United | –––– |      |      | 2-2  | 0-2  |      |
| Hamilton      | 0-1  | –––– | 0-2  | 0-1  |      |      |
| Kilmarnock    | 3-0  |      | –––– |      | 2-2  | 3-3  |
| Motherwell    |      |      | 2-0  | –––– | 1-2  | 1-0  |
| Ross County   |      | 2-1  |      |      | –––– | 1-3  |
| St. Mirren    | 0-0  | 1-2  |      |      |      | –––– |

## Play-out
|            | Risultati |            | Luogo e data               |
| ---------- | --------- | ---------- | -------------------------- |
| Dundee     | 2-1       | Kilmarnock | Dundee, 20 maggio 2021     |
| Kilmarnock | 1-2       | Dundee     | Kilmarnock, 24 maggio 2021 |
|            |           |            |                            |

### Andata
| Arbitro: | John Beaton (Motherwell) |

|                    |           |               |
| McGhee 6’ Adam 47’ | Marcatori | 77’ Haunstrup |

### Ritorno
| Arbitro: | Bobby Madden (East Kilbride) |

|                     |           |                        |
| Lafferty 69’ (rig.) | Marcatori | 7’ Mullen 12’ Ashcroft |

## Statistiche

### Squadre

#### Capoliste solitarie
|    | —— | —— | —— | —— | ——      | —— | —— | —— | ——  | ——  | ——  | ——  | ——  | ——  | ——  | ——  | ——  | ——  | ——  | ——  | ——  | ——  | ——  | ——  | ——  | ——  | ——  | ——  | ——  | ——  | ——  | ——  | ——  | ——  | ——  | ——  | ——  | —— |  |
|    |    |    |    |    | Rangers |    |    |    |     |     |     |     |     |     |     |     |     |     |     |     |     |     |     |     |     |     |     |     |     |     |     |     |     |     |     |     |     |    |  |
|    |    |    |    |    |         |    |    |    |     |     |     |     |     |     |     |     |     |     |     |     |     |     |     |     |     |     |     |     |     |     |     |     |     |     |     |     |     |    |  |
|    |    |    |    |    |         |    |    |    |     |     |     |     |     |     |     |     |     |     |     |     |     |     |     |     |     |     |     |     |     |     |     |     |     |     |     |     |     |    |  |
| 1ª | 2ª | 3ª | 4ª | 5ª | 6ª      | 7ª | 8ª | 9ª | 10ª | 11ª | 12ª | 13ª | 14ª | 15ª | 16ª | 17ª | 18ª | 19ª | 20ª | 21ª | 22ª | 23ª | 24ª | 25ª | 26ª | 27ª | 28ª | 29ª | 30ª | 31ª | 32ª | 33ª | 34ª | 35ª | 36ª | 37ª | 38ª |    |  |

#### Primati stagionali
Squadre
- Maggior numero di vittorie: Rangers (32)
- Minor numero di sconfitte: Rangers (0)
- Miglior attacco: Rangers (92 gol fatti)
- Miglior difesa: Rangers (13 gol subiti)
- Miglior differenza reti: Rangers (+79)
- Maggior numero di pareggi: Dundee United (14)
- Minor numero di pareggi: Kilmarnock, Rangers e Ross County (6)
- Maggior numero di sconfitte: Hamilton e Kilmarnock (22)
- Minor numero di vittorie: Hamilton (7)
- Peggior attacco: Dundee United (32 gol fatti)
- Peggior difesa: Hamilton (67 gol subiti)
- Peggior differenza reti: Hamilton (-33)
- Miglior serie positiva: Rangers (38 risultati utili consecutivi)
- Peggior serie negativa: Kilmarnock (8 sconfitte consecutive)

### Individuali

#### Classifica marcatori
| Gol | Rigori |  | Giocatore           | Squadra       |
| --- | ------ |  | ------------------- | ------------- |
| 18  | 5      |  | Odsonne Édouard     | Celtic        |
| 14  | 2      |  | Kevin Nisbet        | Hibernian     |
| 14  |        |  | Kemar Roofe         | Rangers       |
| 12  | 4      |  | Martin Boyle        | Hibernian     |
| 12  |        |  | Alfredo Morelos     | Rangers       |
| 12  | 7      |  | James Tavernier     | Rangers       |
| 11  | 1      |  | Devante Cole        | Motherwell    |
| 10  |        |  | Mohamed Elyounoussi | Celtic        |
| 10  |        |  | Ryan Kent           | Rangers       |
| 10  | 1      |  | Jamie McGrath       | St. Mirren    |
| 9   | 4      |  | Chris Burke         | Kilmarnock    |
| 9   | 6      |  | Lewis Ferguson      | Aberdeen      |
| 9   | 4      |  | Ross Callachan      | Hamilton      |
| 9   |        |  | David Turnbull      | Celtic        |
| 8   | 2      |  | Nicky Clark         | Dundee United |
| 8   |        |  | Lawrence Shankland  | Dundee United |
| 8   | 2      |  | Kyle Lafferty       | Kilmarnock    |